# Саенко, Георгий Несторович
Георгий Несторович Саенко — советский деятель государственной безопасности, депутат Верховного Совета РСФСР.

## Биография
Родился в 1902 году. Национальность — русский.
Член ВКП(б) c 1919.
В органах ВЧК−ОГПУ−НКВД с 1920.
С 25.12.1935 — капитан государственной безопасности. До 07.06.1937 — начальник 4 отдела УНКВД Северной области. 07.06.1937 отозван в распоряжение НКВД СССР. С 07.08.1937 — врио начальника 4 отдела УНКВД Омской области. С 20.03.1938 — начальник 4 следственного отдела УНКВД Омской области. 31.07.1939 уволен согласно ст. 38 п. «б» Положения.
Депутат Верховного Совета РСФСР 1 созыва.
Арестован в 1939 году. Совершил самоубийство под следствием 29.12.1939 г. (найден в следственной камере повешенным).